# Burg Schwamberg
Burg Schwamberg (Tschechisch: Hrad Švamberk, auch Krasíkov,) ist die Ruine einer Höhenburg bei Kokašice im Okres Tachov (Kreis Tachau), Tschechien, im historischen Egerland. In ihrer Blütezeit war die Burg Schwamberg eine der größten und schönsten Burgen in Westböhmen.

## Geschichte
Der Burghügel war schon in prähistorischer Zeit besiedelt. Die heutige Burg wurde um 1300 angelegt. Die erste urkundliche Erwähnung der Burg ist von 1227. Das auf ihr wohnende Geschlecht führte zunächst den tschechischen Namen Krasíkov, danach aber Schwannberg, woraus später Schwamberg wurde.
Im Jahr 1421 wurde sie von Hussiten belagert. Der gefangen genommene Bohuslav von Schwamberg schloss sich den Hussiten an. In den Jahren 1443 und 1644 zerstörten Feuer die Burg. Im Jahr 1647 wurde die Burg von  schwedischen Truppen geplündert und verfiel.

## Heutiger Baubestand
Im Grundriss ist die  Burg Schwamberg ein langes Dreieck. Bemerkenswert ist die Kirche St. Maria Magdalena mit der Grabstätte der Herren von Schwamberg. Die Kirche wurde 1707 erneuert, der Turm stammt von 1880. Von der Kernburg hinter dem Burggraben sind nur der runde Turm am Spornende, ein Teil des anliegenden Palas und ein Kellerraum mit Gewölbedecke erhalten.

## Volkssage
Die Gründung der Burg Schwamberg und des Adelsgeschlechtes der Schwanberg werden in der Volkssage Die Gründung der Burg Schwanberg behandelt.